# Shuanghekou, Banan
Shuanghekou (kinesiska: 双河口, 双河口镇) är en köping i sydvästra Kina. Den ligger i stadsdistriktet Banan  i storstadsområdet Chongqing omkring 34 kilometer öster om det centrala stadsdistriktet Yuzhong. Antalet invånare är 12 739. Befolkningen består av 6 040 kvinnor och 6 699 män. Barn under 15 år utgör 11,0 %, vuxna 15-64 år 68 %, och äldre över 65 år 19,0 %.